# كوي غلستان
كوي غلستان هي قرية في مقاطعة أصفهان، إيران. عدد سكان هذه القرية هو 457 في سنة 2006.